# 14238 d'Artagnan
14238 d'Artagnan è un asteroide della fascia principale. Scoperto nel 1999, presenta un'orbita caratterizzata da un semiasse maggiore pari a 2,5599811 UA e da un'eccentricità di 0,2349015, inclinata di 5,30752° rispetto all'eclittica.